# Acura Classic 2002
L'Acura Classic 2002 è stato un torneo di tennis giocato sul cemento. 
È stata la 24ª edizione del torneo di San Diego, che fa parte della categoria Tier II nell'ambito del WTA Tour 2002. 
Si è giocato a San Diego negli USA dal 29 luglio al 4 agosto 2002.

## Campionesse

### Singolare
Venus Williams ha battuto in finale  Jelena Dokić, 6–2, 6–2

### Doppio
Elena Dement'eva /  Janette Husárová hanno battuto in finale  Daniela Hantuchová /  Ai Sugiyama, 6–2, 6–4